# Kleine tapfere Jo
Kleine tapfere Jo (Originaltitel: Little Women) ist ein US-amerikanischer Liebesfilm von Regisseur Mervyn LeRoy aus dem Jahr 1949. Der von Metro-Goldwyn-Mayer mit großem Aufwand produzierte Film basiert auf dem 1868 veröffentlichten Roman Little Women von Louisa May Alcott. 

## Handlung
Die Kleinstadt Concord, Massachusetts, zur Zeit des Sezessionskrieges. Während der Familienvater Mr. March für die Unionsarmee kämpft, erzieht Mrs. March, die liebevoll „Marmee“ genannt wird, ihre vier Töchter vorübergehend allein. Die zuvor wohlhabende Pastorsfamilie rutscht dadurch zunehmend in finanzielle Schwierigkeiten. 
Die Töchter, das sind die temperamentvolle Jo, die praktisch veranlagte Meg, die hübsche und eitle Amy sowie die schüchterne Beth. Die burschikose Jo gewinnt die Freundschaft von Laurie, dem Enkel eines reichen Nachbarn, der sie umwirbt. Jo weist ihn aber trotz gegenseitiger Sympathie ab, da sie in ihrem Streben nach Unabhängigkeit ihr Leben der Schriftstellerei widmen und niemals heiraten will. 
Im Dorf gibt es böswillige Spekulationen, dass die arme Familie March nur auf der Suche nach guten Partien für ihre Töchter ist. Großvater Laurence freundet sich unterdessen mit Beth an, die auf seinem edlen Klavier spielen darf und dies auch später von ihm geschenkt bekommt.
Als die Nachricht eintrifft, dass der Vater verwundet worden ist, macht Marmee sich auf den Weg zu ihm. Nach ihrer Abreise erkrankt Beth schwer an Scharlach, wodurch den Schwestern bewusst wird, wie sehr sie auf ihre Mutter angewiesen sind. Wenig später ist die Familie jedoch wieder vereint und Beth befindet sich auf dem Wege der Besserung. 
Meg heiratet inzwischen Lauries Lehrer John Brooke, gegen den Willen ihrer Schwester Jo, die zu wissen meint, dass Meg und John sich nicht lieben. Laurie wird weiterhin von Jo enttäuscht, die ihn regelmäßig abweist, und reist nach Europa ab.
Ernüchtert sowohl über den Verlust ihres Freundes Laurie als auch ihrer Schwester geht Jo nach New York zu der Familie Kirke, um sich dort fortzubilden und als Schriftstellerin zu etablieren. Sie begegnet dem Lehrer Professor Bhaer, der sie nicht nur in das Kulturleben der Stadt einführt, sondern auch ihre noch unreife schriftstellerische Arbeit kritisiert und ihr empfiehlt, aus dem Herzen zu schreiben. Da folgt die nächste Enttäuschung: Ihre reiche Tante March, die Jo eine Reise nach Europa versprochen hatte, hat diese stattdessen gemeinsam mit Amy angetreten. Amy wird in Europa später Laurie begegnen und ihn heiraten.
Als Jo erfährt, dass Beth erneut schwer erkrankt ist, reist sie nach Hause und pflegt die nunmehr Sterbende. Aus der Trauer heraus schreibt sie den Roman Meine Beth, für den Professor Bhaer einen Verleger findet. Am Ende wird auch aus Jo und dem Professor ein Paar.

## Produktion
Kleine tapfere Jo ist die mindestens siebte Verfilmung des in den USA bis heute äußerst populären Jugendromans Little Women. Für RKO Pictures hatte George Cukor das Buch mit Katharine Hepburn und Joan Bennett in den Hauptrollen verfilmt. Der Filmproduzent David O. Selznick plante ab Mitte der 1940er-Jahre eine Neuverfilmung und begann im September 1946 mit Dreharbeiten. Er brach diese jedoch ab, weil die Postproduktion von Duell in der Sonne ihn noch zu sehr in Anspruch nahm und er dadurch nicht Zeit für eine weitere Großproduktion hatte. In seiner Version hätten Jennifer Jones (Jo), Diana Lynn (Amy), Bambi Linn (Beth), Rhonda Fleming (Meg) und Anne Revere (Marmee) die Hauptrollen gespielt. 
Selznick verkaufte das Drehbuch und sein geistiges Eigentum aber schließlich an Metro-Goldwyn-Mayer, wo der erfahrene Mervyn LeRoy die Regie und Produktion des Filmes übernahm. Das Drehbuch weicht in vielen nebensächlichen Punkten vom Roman ab: So ist im Film nicht Amy die jüngste der Schwestern, sondern Beth. Diese Änderung geschah, damit die für ihre traurigen Heulszenen bekannte Kinderdarstellerin Margaret O’Brien in der Sterbeszene eingesetzt werden konnte. Teile des Drehbuchs lehnen sich sehr eng an der Cukor-Verfilmung aus dem Jahr 1933 an, auch das von Max Steiner komponierte musikalische Thema wurde in diesem Film erneut eingesetzt und durch zusätzliche Musik von Adolph Deutsch ergänzt. Olin Howland spielte erneut die Rolle des strengen Lehrers Mr. Davis, sogar in demselben Anzug wie 16 Jahre zuvor.
Die Dreharbeiten für den in Technicolor und 35 mm produzierten Film begannen am 29. Juni 1948 und endeten im September 1948. Das Budget des Filmes war mit über 2,7 Millionen US-Dollar für damalige Verhältnisse sehr hoch. Die Darstellerin der zu Beginn der Handlung 15-jährigen Jo March, June Allyson, war bei den Dreharbeiten tatsächlich schon 31 Jahre alt (in der Publicity machte MGM ihren Star allerdings oft um bis zu zehn Jahre jünger). Sie zeigte sich bei den Dreharbeiten von der Sterbesszene O’Briens so beeindruckt, dass sie weinen und an dem Tag das Filmset frühzeitig verlassen musste. Später bezeichnete sie Little Women als einen ihrer persönlichen Lieblingsfilme. Elizabeth Taylor, die 16 Jahre alt war und für die Little Women bereits der elfte Film war, erschien hier mit blonder Perücke. Leon Ames als Vater, Mary Astor als Mutter und Margaret O’Brien als Tochter standen in derselben Formation wie schon im Musicalklassiker Meet Me in St. Louis (1944) vor der Kamera. Little Women wurde der letzte Film des britischen Charakterdarstellers Sir C. Aubrey Smith, der bereits bei der Veröffentlichung des Films im Alter von 85 Jahren verstorben war.
Der Film wurde am 10. März 1949 vor den Osterfeiertagen in den USA uraufgeführt, um mit diesem Film den gerade stattfindenden 25. Geburtstag von Metro-Goldwyn-Mayer zu feiern. In Westdeutschland lief er erstmals 1951, in Österreich 1952. Allein in den USA spielte er 3,6 Millionen Dollar ein. Im Jahr 2006 erschien der Film in Deutschland auf DVD.

## Synchronisation
Die deutsche Synchronfassung entstand 1951 im MGM Synchronisations-Atelier in Berlin.
| Rolle                      | Darsteller               | Dt. Synchronstimme    |
| -------------------------- | ------------------------ | --------------------- |
| Jo March                   | June Allyson             | Tilly Lauenstein      |
| Theodore „Laurie“ Laurence | Peter Lawford            | Klaus Schwarzkopf     |
| Amy March                  | Elizabeth Taylor         | Erika Georgi          |
| Meg March                  | Janet Leigh              | Bettina Schön         |
| Professor Bhaer            | Rossano Brazzi           | Axel Monjé            |
| Marmee March               | Mary Astor               | Til Klokow            |
| Großvater Lawrence         | Sir Charles Aubrey Smith | Otto Stoeckel         |
| Vater March                | Leon Ames                | Siegfried Schürenberg |
| Mr. Davis, Amys Lehrer     | Olin Howland             | Alfred Balthoff       |
| Mr. Grace, Ladenbesitzer   | Will Wright              | Herbert Weißbach      |

## Auszeichnungen
Das Szenenbild von Cedric Gibbons, Paul Groesse, Edwin B. Willis und Jack D. Moore wurde 1950 mit einem Oscar ausgezeichnet. Zudem waren die Kameramänner Robert H. Planck und Charles Edgar Schoenbaum für einen Oscar nominiert.

## Kritiken
Bosley Crowther zeigte sich in der New York Times vom 11. März 1949 nur wenig begeistert. Zwar sei die erste Hälfte des Films recht gelungen, doch Regisseur LeRoy habe übermäßige Sentimentalität in seinem Film zugelassen, die gegen Ende für einen „wahrnehmbaren Abbau“ sorgen würde, den auch das schöne Technicolor nicht überdecken könne. Crowther lobte die meisten der Schauspieler, doch während June Allyson als Jo weitgehend überzeuge, sei Katharine Hepburn in dem Film von 1933 deutlich besser in derselben Rolle gewesen. Time befand ebenfalls, dass die vorherige Verfilmung mit Hepburn ambitionierter gewesen sei, doch würde auch diese Verfilmung mit „einfacher Effizienz“ für Tränen sorgen.
Leonard Maltin sieht den Film als „polierte Neuverfilmung“, die passend besetzt sei, und gibt zweieinhalb von vier Sternen. Das Lexikon des internationalen Films schrieb, Kleine tapfere Jo sei ein „heiterer, psychologisch fundierter Familienfilm, mit einem Schuß Sentimentalität. Eine liebenswürdige Milieuschilderung, doch nicht ohne Längen.“ Cinema zeigte sich eher kritisch, der Film sei zwar damals ein Kassenschlager gewesen, „doch inhaltlich bleibt von dieser Version des vielverfilmten Romans Kleine Frauen wenig hängen.“